# Рассказ о семи повешенных (фильм)
«Рассказ о семи повешенных» — советский кинофильм 1924 года.
Фильм не сохранился, был изъят из проката в декабре 1928 года как недоброкачественный в художественном и идеологическом отношении.

## Сюжет
Экранизация одноимённой повести Леонида Андреева «Рассказ о семи повешенных» (1909).

В основу фильма легла история о группе революционеров-террористов, арестованных и приговорённых к смертной казни.

## История съёмок
По воспоминаниям оператора Луи Форестье, съёмка картины была возобновлена после взятия Одессы Красной Армией и национализации фабрики Харитонова по инициативе её новой дирекции. Сцена повешения должна была сниматься на берегу моря, где над обрывом поставили семь виселиц.
Три статиста уже висели. Правда, не за шею, а при помощи пояса, обхватывающего торс. <…> Итак, съёмка шла. Помрежи собирались вешать четвёртого, как вдруг… раздался оглушительный пушечный выстрел. С борта французского крейсера, ещё стоявшего на рейде, заметили в бинокль «казнь», происходящую на берегу, и, не разобрав в чём дело, открыли стрельбу по подозрительному месту. Хотя ни один снаряд не упал вблизи места съёмки, весь съёмочный коллектив разбежался в разные стороны, бросив на произвол судьбы несчастных «повешенных», которые не могли сами освободиться и во всё горло взывали о помощи. Прошло немало времени, пока один из рабочих группы сжалился над несчастными «висельниками», вернулся к ним и ножом обрезал веревки. Свалившиеся на землю «повешенные», не снимая ремней и костюмов, умчались в сторону Одессы и на фабрике больше не появлялись.

## В ролях
- Дора Читорина — Муся
- Николай Салтыков — Иван Янсен
- Борис Лоренцо — Вернер
- Пётр Инсаров — Василий Каширин
- Сергей Ценин — Цыганок